# Јелакци
Јелакци су насеље у Србији у општини Александровац у Расинском округу. Према попису из 2022. има 205 становника (према попису из 2011. било је 357 становника).

## Демографија
У насељу Јелакци живи 370 пунолетних становника, а просечна старост становништва износи 47,5 година (45,2 код мушкараца и 50,1 код жена). У насељу има 134 домаћинства, а просечан број чланова по домаћинству је 3,26.
Ово насеље је скоро у потпуности насељено Србима (према попису из 2002. године), а у последња четири пописа, примећен је значајан пад у броју становника.
|  |

| Демографија | Демографија | Демографија |
| Година      | Становника  | Становника  |
| ----------- | ----------- | ----------- |
| 1948.       | 913         |             |
| 1953.       | 980         |             |
| 1961.       | 1.109       |             |
| 1971.       | 1.082       |             |
| 1981.       | 844         |             |
| 1991.       | 627         | 596         |
| 2002.       | 437         | 505         |
| 2011.       | 357         |             |
| 2022.       | 205         |             |

| Етнички састав према попису из 2002.‍ | Етнички састав према попису из 2002.‍ | Етнички састав према попису из 2002.‍ | Етнички састав према попису из 2002.‍ | Етнички састав према попису из 2002.‍ |
| ------------------------------------ | ------------------------------------ | ------------------------------------ | ------------------------------------ | ------------------------------------ |
|                                      |                                      |                                      |                                      |                                      |
| Срби                                 | Срби                                 |                                      | 436                                  | 99,77%                               |
| Југословени                          | Југословени                          |                                      | 1                                    | 0,22%                                |
| непознато                            | непознато                            |                                      | 0                                    | 0,0%                                 |

| Година пописа     | 1948. | 1953. | 1961. | 1971. | 1981. | 1991. | 2002. |
| ----------------- | ----- | ----- | ----- | ----- | ----- | ----- | ----- |
| Број домаћинстава | 115   | 117   | 132   | 152   | 158   | 164   | 134   |

| Број чланова      | 1  | 2  | 3  | 4  | 5  | 6  | 7 | 8 | 9 | 10 и више | Просек |
| ----------------- | -- | -- | -- | -- | -- | -- | - | - | - | --------- | ------ |
| Број домаћинстава | 24 | 41 | 20 | 13 | 13 | 12 | 7 | 3 | 1 | 0         | 3,26   |

| Пол    | Укупно | Неожењен/Неудата | Ожењен/Удата | Удовац/Удовица | Разведен/Разведена | Непознато |
| ------ | ------ | ---------------- | ------------ | -------------- | ------------------ | --------- |
| Мушки  | 195    | 53               | 118          | 18             | 6                  | 0         |
| Женски | 181    | 15               | 121          | 43             | 1                  | 1         |
| УКУПНО | 376    | 68               | 239          | 61             | 7                  | 1         |

| Пол    | Укупно                    | Пољопривреда, лов и шумарство | Рибарство                            | Вађење руде и камена | Прерађивачка индустрија       |
| ------ | ------------------------- | ----------------------------- | ------------------------------------ | -------------------- | ----------------------------- |
| Мушки  | 137                       | 102                           | 0                                    | 1                    | 12                            |
| Женски | 81                        | 73                            | 0                                    | 0                    | 2                             |
| УКУПНО | 218                       | 175                           | 0                                    | 1                    | 14                            |
| Пол    | Производња и снабдевање   | Грађевинарство                | Трговина                             | Хотели и ресторани   | Саобраћај, складиштење и везе |
| Мушки  | 0                         | 13                            | 3                                    | 0                    | 1                             |
| Женски | 0                         | 0                             | 1                                    | 1                    | 0                             |
| УКУПНО | 0                         | 13                            | 4                                    | 1                    | 1                             |
| Пол    | Финансијско посредовање   | Некретнине                    | Државна управа и одбрана             | Образовање           | Здравствени и социјални рад   |
| Мушки  | 0                         | 2                             | 1                                    | 1                    | 0                             |
| Женски | 0                         | 0                             | 0                                    | 2                    | 1                             |
| УКУПНО | 0                         | 2                             | 1                                    | 3                    | 1                             |
| Пол    | Остале услужне активности | Приватна домаћинства          | Екстериторијалне организације и тела | Непознато            | Непознато                     |
| Мушки  | 0                         | 0                             | 0                                    | 1                    | 1                             |
| Женски | 0                         | 0                             | 0                                    | 1                    | 1                             |
| УКУПНО | 0                         | 0                             | 0                                    | 2                    | 2                             |